# 多眼斑拟鲈
多眼斑拟鲈（学名：Parapercis polyphthalma）为拟鲈科拟鲈属的鱼类，俗名多斑拟鲈。分布于台湾岛等。该物种的模式产地在红海。